# Rainis
Rainis, vlastním jménem Jānis Pliekšāns (11. září 1865, Varslavāni, nyní součást města Jēkabpils – 12. září 1929, Majori, nyní součást města Jūrmala) byl lotyšský básník, dramatik a politik, zakladatel moderní lotyšské literatury i lotyšské sociálně-demokratické strany.

## Biografie
V 80.–90. letech 19. století byl vedoucí osobností demokratického hnutí Nový směr, v letech 1891-1895 řídil deník Dienas Lapa. Za tuto politickou a publicistickou činnost byl vězněn, 1897–1903 žil ve vyhnanství v Pskově a Slobodském, v roce 1905 se účastnil revoluce. V letech 1905–20 žil v emigraci ve Švýcarsku, po návratu byl ministrem kultury (1926-1928) a ředitelem Národního divadla v Rize (1921–1925).
Spisovatelkou byla i jeho žena Aspazija, vlastním jménem Elsa Rozenbergová, (1865-1943).

### Literární dílo
Je autorem lyrických sbírek Tālas noskaņas zilā vakarā (Daleké ozvěny v modrém večeru) a Klusā grāmata (Tichá kniha), poem Ave sol! a Daugava k lotyšské nezávislosti, básnických divadelních her Uguns un nakts (Oheň a noc), Pūt, vējiņi (Foukej, větříčku), Jāzeps un vina brāli (Josef a jeho bratři), filozofických hegeliánských děl (Gals un sākums, Konec a začátek). V exilu napsal básnický deník Dagdas piecas skiču burtnīcas (Pět Dagdových skicářů). Česky vyšel výbor z lyriky Daleké ozvěny. Hojně též překládal, mj. Goethova Fausta, díla Williama Shakespeara, Friedricha Schillera, Heinricha Heineho, či Alexandra Puškina.